# Diocese de Salgueiro
A Diocese de Salgueiro (Dioecesis Salicensis) é uma circunscrição eclesiástica da Igreja Católica no Brasil. Sua sé episcopal está na Catedral de Santo Antônio em Salgueiro, Pernambuco. Foi criada em 2010 a partir do desmembramento das dioceses de Petrolina e Floresta.

## Histórico

### Antecedentes

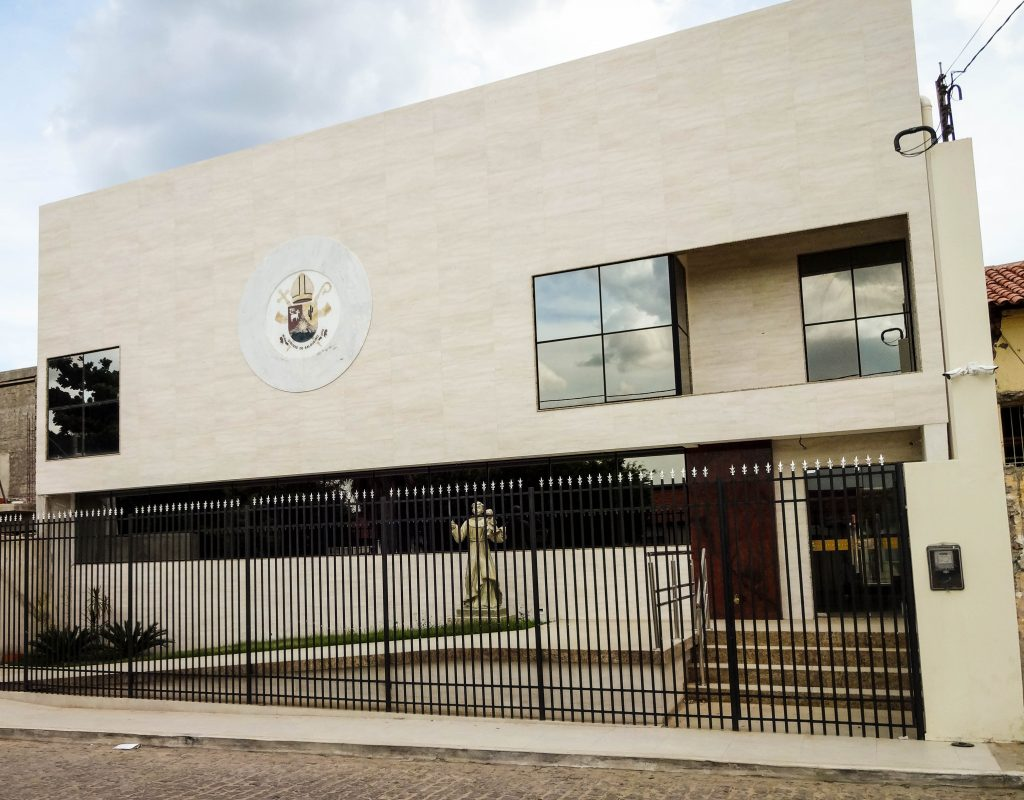
Cúria Diocesana de Salgueiro.

Em fevereiro de 2010 foi anunciado que o processo de criação de uma nova diocese no sertão pernambucano estava pronto e que o anúncio da sede e do seu primeiro Bispo viria em breve, após longos anos de trâmites junto as autoridades eclesiásticas católicas no Brasil e a Santa Sé.
Na noite do dia 15 de junho do mesmo ano foi anunciada uma visita de Dom Paulo Cardoso da Silva, na época Bispo de Petrolina e principal articulador da criação da nova diocese, para a manhã do dia seguinte, 16 de junho. Neste dia, foi presidida por Dom Paulo Cardoso uma celebração eucarística às seis horas da manhã - para a qual foram convocados os padres da região e fiéis católicos - e foi anunciada a criação da Diocese de Salgueiro, através da publicação da Bula Valde Solicitus do Papa Bento XVI.

## Demografia
Em abril de 2015 a diocese contava com uma população de 439.932 habitantes, dos quais 380.968 eram católicos. Seu território, desmembrado das dioceses de Petrolina e Floresta, tem uma área de 17.931,65 km² e é organizado em 21 paróquias, distribuídas em 15 municípios do sertão de Pernambuco: Salgueiro, Araripina, Bodocó, Cabrobó, Cedro, Exu, Ipubi, Moreilândia, Ouricuri, Parnamirim, Granito, Serrita, Terra Nova, Trindade e Verdejante. Possui 20 presbíteros, sendo 21 diocesanos e 6 religiosos. Possui 19 seminaristas.

## Bispos
| #      | Nome                                   | Período   | Notas                  |
| Bispos | Bispos                                 | Bispos    | Bispos                 |
| ------ | -------------------------------------- | --------- | ---------------------- |
| 2º     | José Vicente Pinto de Alencar da Silva | 2023-     | Atual                  |
| 1º     | Magnus Henrique Lopes, O.F.M.Cap.      | 2010-2022 | Nomeado Bispo de Crato |

## Território
A diocese possui 21 paróquias junto com a Catedral e cinco Áreas Pastorais. São as seguintes:
1. Catedral de Santo Antônio, Salgueiro
2. Paróquia Bom Jesus dos Aflitos, Exu
3. Paróquia Nossa Senhora do Bom Conselho, Granito
4. Paróquia Nossa Senhora da Conceição, Araripina
5. Paróquia Nossa Senhora da Conceição, Cabrobó
6. Paróquia Nossa Senhora da Conceição, Serrita
7. Paróquia Nossa Senhora do Perpétuo Socorro, Salgueiro
8. Paróquia Nossa Senhora do Perpétuo Socorro, Cedro
9. Paróquia Nossa Senhora do Perpétuo Socorro, Ipubi
10. Paróquia Nossa Senhora do Perpétuo Socorro, Verdejante
11. Paróquia São José, Bodocó
12. Paróquia São Sebastião, Terra Nova
13. Paróquia São Sebastião, Ouricuri
14. Paróquia Sagrada Família, Trindade
15. Paróquia Sant'Ana de Leopoldina, Parnamirim
16. Paróquia Santa Cruz, Salgueiro
17. Paróquia Santa Teresinha, Moreilândia
18. Paróquia São Pedro, Ouricuri
19. Paróquia Bom Jesus, Araripina
20. Paróquia Nossa Senhora das Dores, Araripina
21. Paróquia Nossa Senhora do Carmo, Ouricuri
22. Área Pastoral Nossa Senhora do Perpétuo Socorro, Ipubi
23. Área Pastoral Nossa Senhora das Graças, Araripina
24. Área Pastoral Bom Jesus da Lapa, Timorante
25. Área Pastoral São Francisco de Assis, Salgueiro
26. Área Pastoral Nossa Senhora de Fátima, Morais, Araripina

## Galeria
Imagens do dia da posse do Dom Magnus, na diocese.

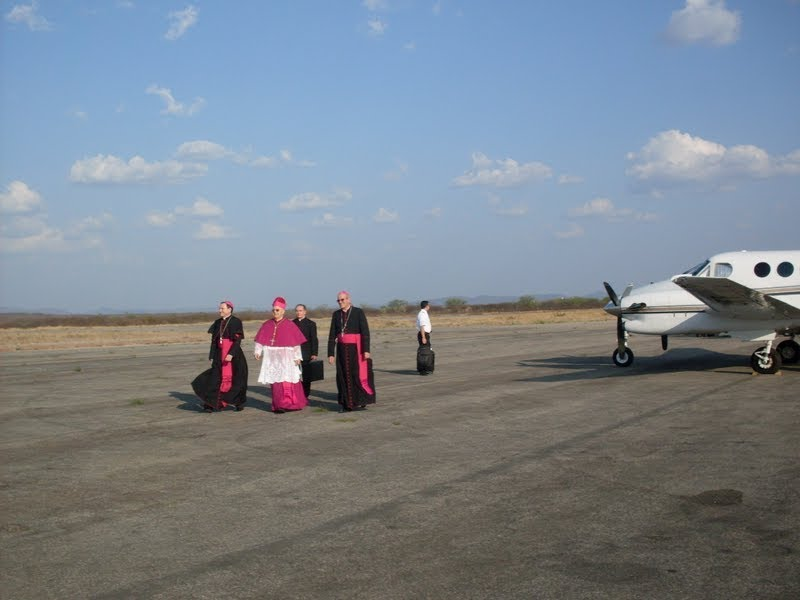
Dom Magnus chega no aeroporto de Salgueiro.
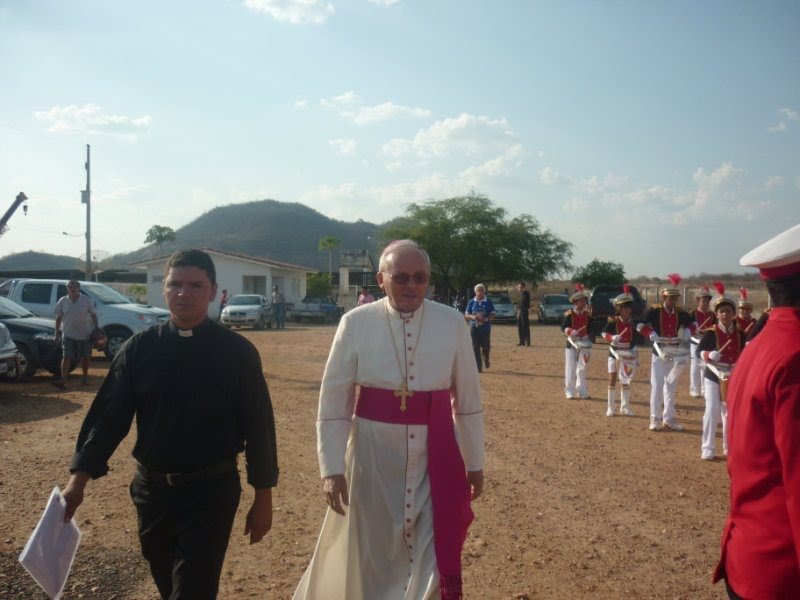
Dom Paulo recebe o bispo de Salgueiro.
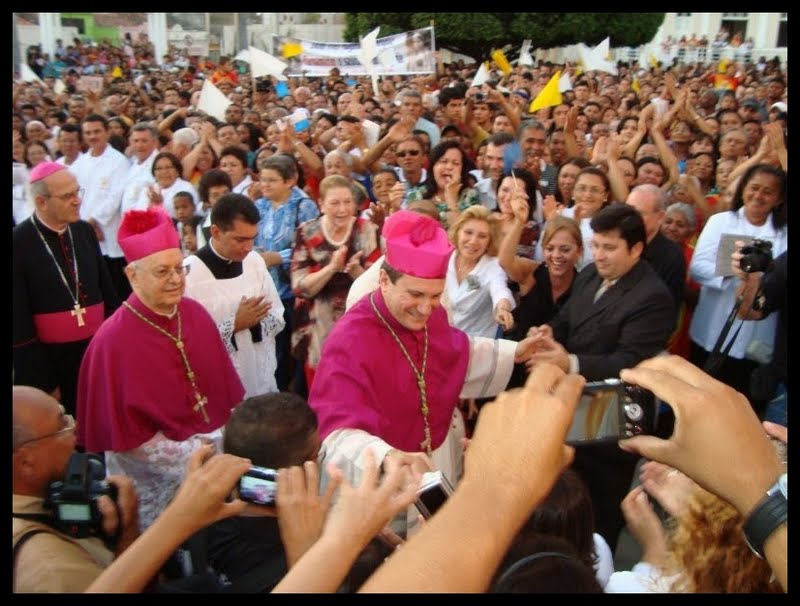
O bispo é recebido pelo povo.
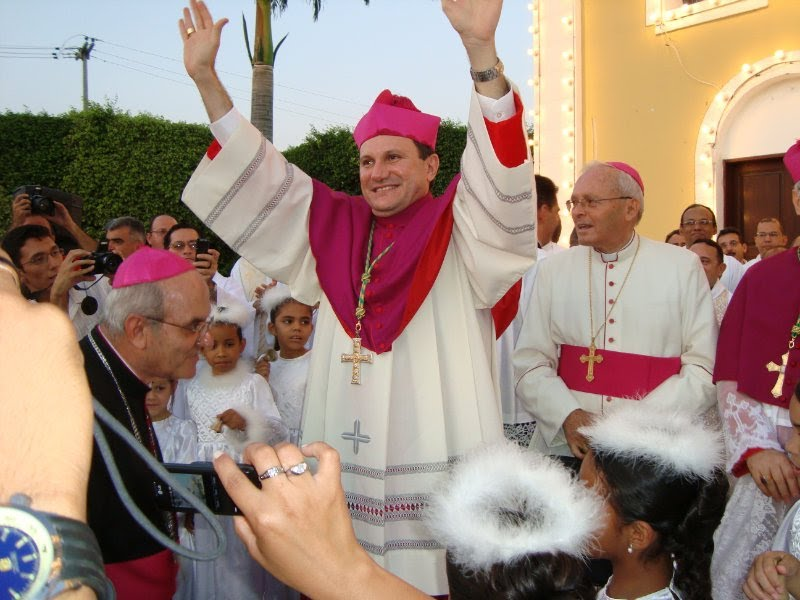
O bispo chega na catedral, para o rito de posse.
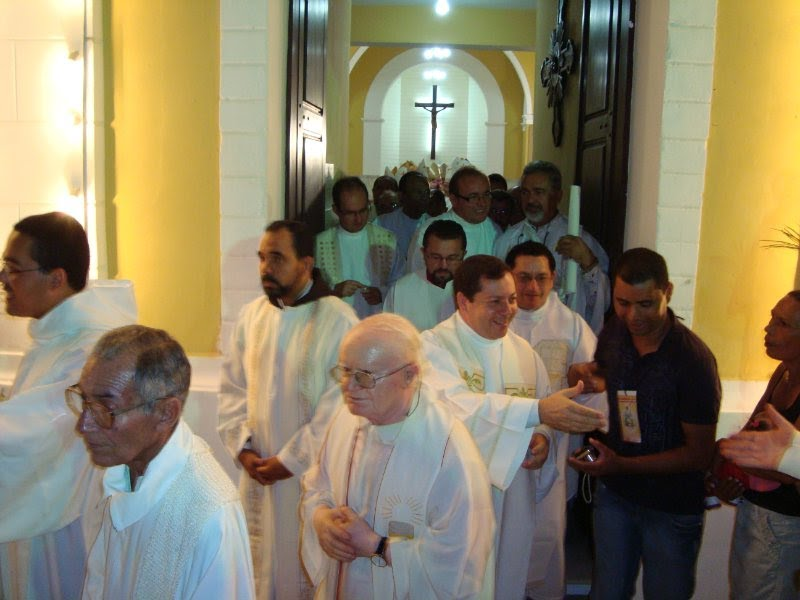
Vários padres, que vieram para participar da celebração.
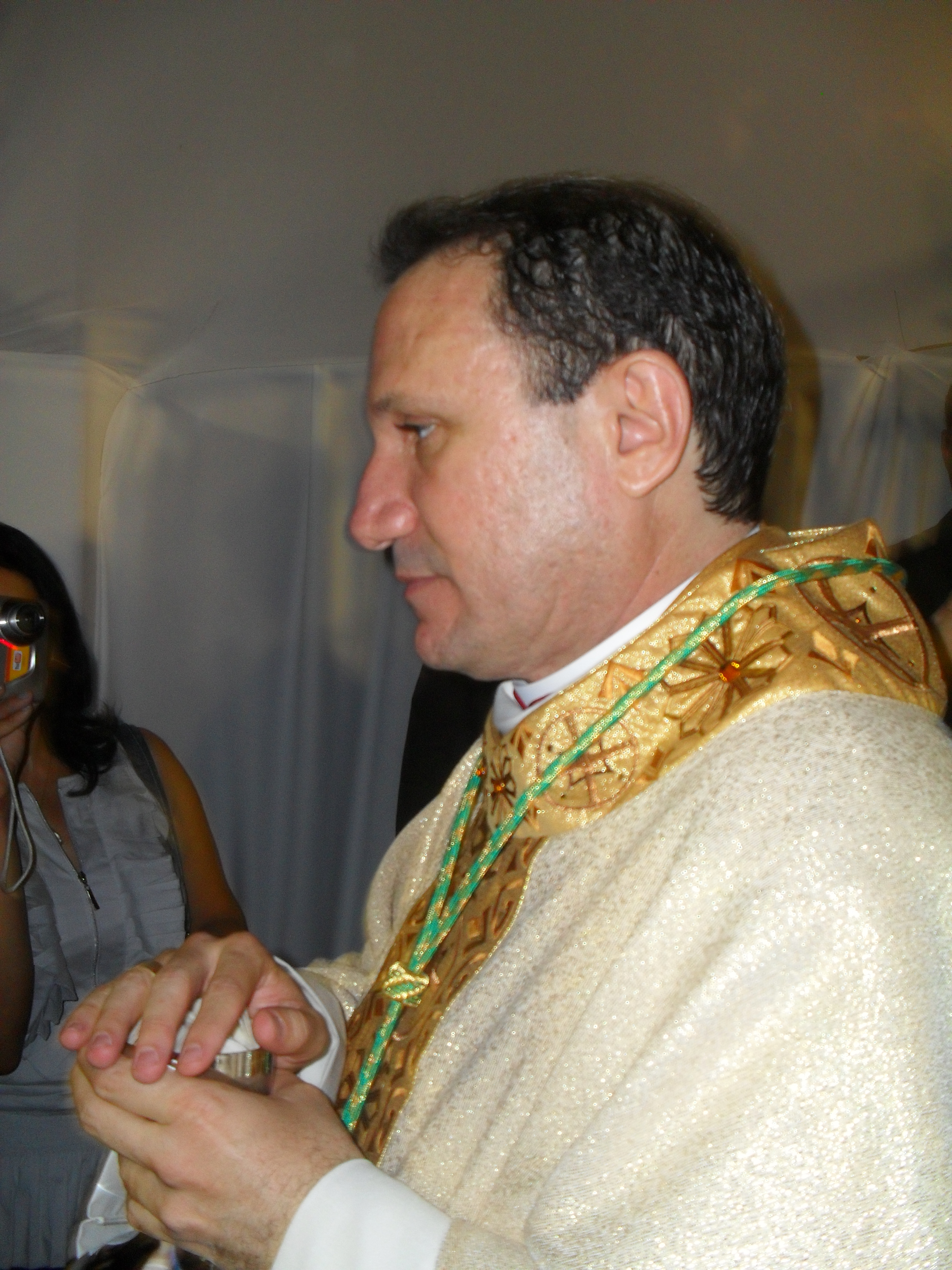
Dom Magnus distribui a comunhão.